# Cuernos de Negros
Le Cuernos de Negros (toponyme espagnol signifiant « cornes de Negros »), aussi appelé Magaso ou Magasu et Talinis, est un volcan des Philippines situé sur l'île de Negros et culminant à 1 862 mètres d'altitude. La date de sa dernière éruption est inconnue mais il présente une importante activité géothermique, notamment avec la présence de plusieurs sources chaudes.

## Géographie
Le Cuernos de Negros est situé dans le Sud des Philippines, à l'extrémité méridionale de l'île de Negros. Administrativement, il fait partie de la province de Negros oriental de la région de Visayas occidentales. Il est en partie inclus dans le parc naturel de Balinsasayao Twin Lakes.
Il est entouré par une chaîne de collines à l'ouest qui le sépare de la mer de Sulu et par une étroite plaine côtière qui s'étend au nord et au nord-est jusqu'au détroit de Tañon, à l'est et au sud-est jusqu'à la mer de Bohol et au sud jusqu'à la mer de Sulu. Le long du littoral au nord-est, à l'est et au sud s'étire une route reliant les différentes localités situées sur la côte dont Dumaguete, la plus grande ville de cette région de Negros située à l'est.
Le volcan est composé de plusieurs structures imbriquées dont deux stratovolcans, un dôme de lave et deux cratères contenant chacun un lac. Le tout se présente sous la forme d'une montagne allongée dons le sens nord-sud, mesurant 26 kilomètres à sa base, composée essentiellement d'andésite et de basalte et fortement érodée car entaillée par plusieurs vallées dont la plus grande se trouve dans le centre et se dirige vers l'est. Avec 1 862 mètres d'altitude, le mont Talinis couronné par un petit cratère constitue le point culminant du volcan. Plusieurs sources chaudes se trouvent sur le volcan : une sur le flanc nord-est et deux sources sulfureuses sur le flanc est-sud-est. D'un point de vue tectonique, le Cuernos de Negros fait partie de la ceinture volcanique de Negros.

## Histoire
L'histoire éruptive du Cuernos de Negros est inconnue, y compris la date de sa dernière éruption qui a rejeté des laves andésitiques. Il est cependant considéré comme potentiellement actif.